# Aleksandr Pusjkin (danslärare)
Aleksandr Pusjkin född 1907, död 1970, var professor och danslärare vid Kirovbaletten och Leningrads Koreografiskola. Han var lärare för bland annat Michail Barysjnikov och Rudolf Nurejev.